# Michael Schütz (Kirchenmusiker)
Michael Schütz (* 29. Juli 1963 in Karlsruhe) ist ein deutscher Kirchenmusiker, Komponist und Hochschuldozent. Er widmet sich insbesondere der Verbindung von traditionellen Musikstilen mit Popularmusik.

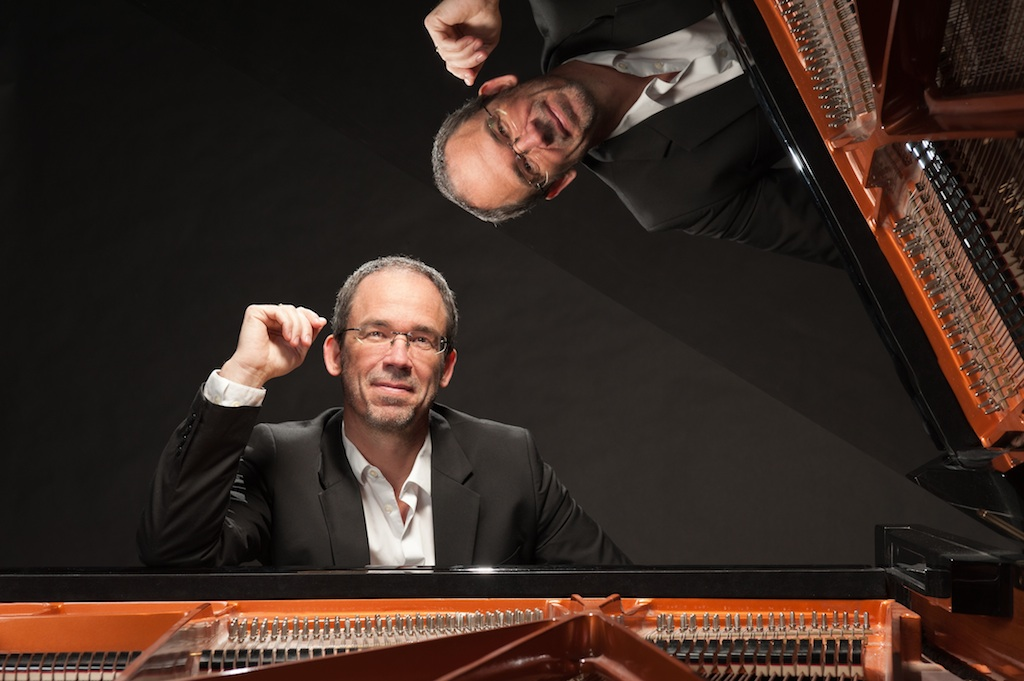
Michael Schütz, 2012

## Leben
Michael Schütz studierte von 1983 bis 1990 an der Evangelischen Hochschule für Kirchenmusik in Esslingen. Von 1992 bis 1999 war er Referent für musisch-kulturelle Bildung in Stuttgart mit Sitz im Landesmusikrat Baden-Württemberg, von 1994 bis 1998 hatte er einen Lehrauftrag für Popularmusik an der Hochschule für Kirchenmusik Esslingen. Von 1998 bis 2014 war er Dozent für Popularmusik an der Hochschule für Kirchenmusik Tübingen und von 2000 bis 2008 an der Bundesakademie Trossingen. Seit 2010 ist er Kantor an der Trinitatiskirche Berlin und lehrt Popularmusik an der Universität der Künste Berlin. Seit 2019 hat er eine Stelle als Beauftragter für Popularmusik bei der Evangelischen Kirche Berlin-Brandenburg-schlesische Oberlausitz inne.

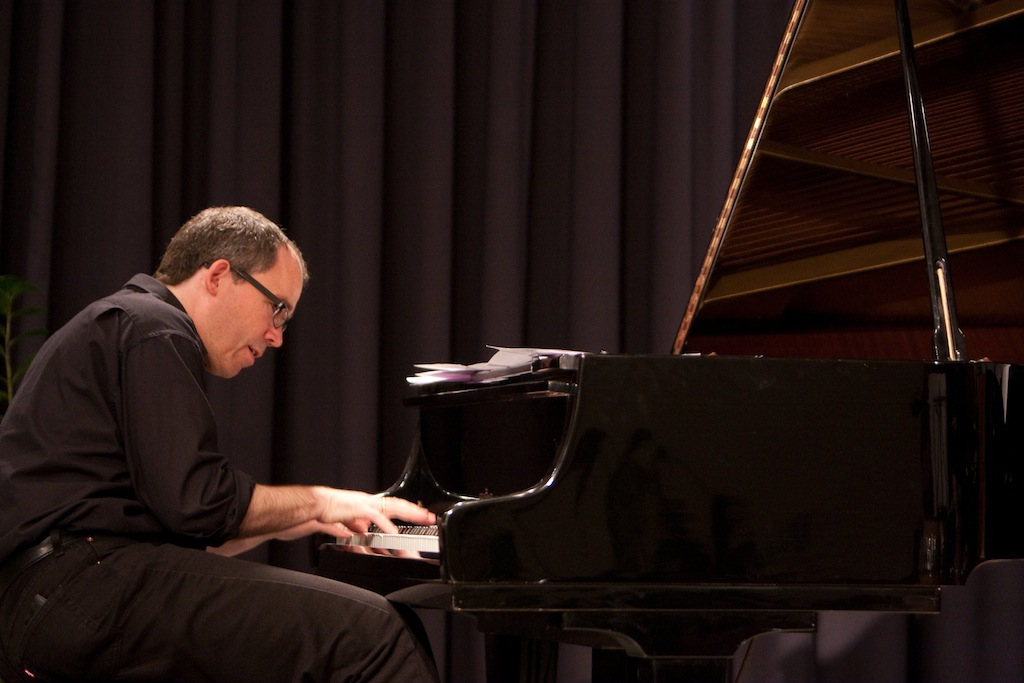
Michael Schütz am Flügel, 2010

## Wirken
Seit 1983 ist Michael Schütz als konzertierender Musiker aktiv: In Live-Konzerten, im Radio und Fernsehen und auf Tonträgern als Solo-Pianist, mit eigenen Formationen („Tough Stuff“, „Roger’n’Stuff“, „Michael Schütz Quartett“ und „sona nova“) und als Begleitmusiker für internationale Künstler wie Jennifer Rush, Gloria Gaynor, Klaus Doldinger’s Passport, The Temptations, Chaka Khan, Xavier Naidoo, Deborah Sasson, Ingrid Peters, Toto Cutugno, German Brass und die SWR Big Band.
Seit 1986 wirkt er auf Tonträgerproduktionen mit. Seit 1993 arbeitet Schütz als Dozent und Seminarleiter für den Bereich der Blechbläser, Musikgruppen und Kirchenmusiker in Verbänden und Institutionen der Landeskirchen in der EKD. Seit 1995 veröffentlicht er Kompositionen, Arrangements und Fachliteratur.
Schütz war Bandleader, Arrangeur und Pianist bei Großveranstaltungen, u. a. bei der Einführung des Evangelischen Gesangbuchs in der Stiftskirche Stuttgart (1996), beim Eröffnungsgottesdienst des 27. Deutschen Evangelischen Kirchentags in Stuttgart (1999), beim Abschlussgottesdienst des 28. Deutschen Evangelischen Kirchentags in Frankfurt am Main (Waldstadion, 2001), als Pianist beim Schlussgottesdienst des 31. Deutschen Evangelischen Kirchentags (2007), als Pianist bei Podiumsveranstaltungen mit Gesine Schwan, Olaf Scholz, Cem Özdemir und beim 32. Deutschen Evangelischen Kirchentag in Bremen (2009).
Im Jahre 2000 verfasste Schütz die Schauspielmusik zu Goethes Faust II als Auftragskomposition für die Uckermärkischen Bühnen Schwedt, die bis heute regelmäßig aufgeführt wird. Er komponierte und arrangierte für Konzerte, Veranstaltungen, Kabarettprogramme, Musicals und Musiktheater. Seine Auftragskomposition Lobgesang zu Trinitatis für den Verband Evangelische Kirchenmusik in Württemberg wurde 2002 in Stuttgart uraufgeführt, seine Messe 2012 wurde 2012 in Berlin uraufgeführt.
Mit seiner Formation „sona nova“ trat Schütz 2007 in der Carnegie Hall in New York City auf.
2014 arrangierte er unter dem Titel „Sein Lob wird euch entflammen“ 17 Psalmen neu. Entstanden sind sieben Liederbücher für alle Bereiche der Kirchenmusik: für Chöre, für Bläserensembles, für Orgel, für Gitarre und Schlagzeug und für Bands.
2016 war er Dirigent beim Deutschen Evangelischen Posaunentag mit 25.000 Blechbläsern im DDV-Stadion in Dresden; zudem steht er regelmäßig Posaunenchören und Posaunenwerken für Bläserfortbildungen zur Verfügung.

## Schriften
- Popularmusik in der Kirche der Zukunft. In: Kirchenmusik als Erbe und Auftrag. Festschrift zum 50-jährigen Bestehen der Hochschule für Kirchenmusik Esslingen. Carus, Stuttgart 1995.
- Gospel, Gottesdienst und Groove. In: Württembergische Blätter für Kirchenmusik. Verband Evangelische Kirchenmusik in Württemberg, Stuttgart 1996.
- Popularmusik. In: Probieren und Studieren. Lehrbuch zur Grundausbildung in der evangelischen Kirchenmusik. Strube, München 1996.
- Einführung über die Bedeutung der Harmoniesymbole. In: Evangelisches Gesangbuch, Ausgabe Württemberg. Gesangbuchverlag, Stuttgart 1996.
- Band-Arrangements zu Liedern. In: Werkbuch zum Evangelischen Gesangbuch. Vandenhoeck und Ruprecht, Göttingen 1996.
- The Traditional Gospel Book. Lehrbuch für Klavier. Strube, München 2006.
- Brauchen wir einen Bachelor/Master-Studiengang Popularmusik im kirchlichen Bereich? In: Forum Kirchenmusik. Verband Evangelische Kirchenmusikerinnen und Kirchenmusiker in Deutschland, Templin 2007.
- Popularmusik. In: Handbuch für Bläserchorleitung. Buch & Musik, Stuttgart 2007.
- Handbuch Popularmusik. Strube, München 2008, ISBN 978-3-89912-105-6.
- Plädoyer für eine echte Versöhnung von Klassik und Pop. In: Forum Kirchenmusik. Verband Evangelische Kirchenmusikerinnen und Kirchenmusiker in Deutschland, Templin 2011.

## Kompositionen und Arrangements
- Segne dieses Kind (1993). Text: Lothar Zenetti. In: Evangelisches Gesangbuch, Ausgabe Württemberg 581, 1996.
- Esslinger Orgelbuch. Carus, Stuttgart 1996.
- Gott gibt ein Fest. Pop-Arrangements für Musikgruppen in beliebiger Besetzung. Strube, München 1997.
- Das ist ein köstlich Ding. Pop-Arrangements für Blechbläser. Strube, München 1999.
- All Of You. Pop-Klavierbuch. Strube, München 2001.
- Down By The Riverside. Spiritual für kleinen Chor, großen Chor, Bläser und Band. Strube, München 2001.
- Gott lädt uns ein. Arrangements für gemischten Chor. Strube, München 2003.
- Petrus. Musiktheater für Chor und Band. Musisch-kulturelle Bildung, Stuttgart 2003.
- The Traditional Gospel Book. 20 Spirituals für Chor a cappella. Strube, München 2006.
- The Traditional Gospel Book. 20 Spiritualarrangements für Klavier. Strube, München 2006.
- The Traditional Gospel Book. 20 Spirituals für Chor und Klavier. Strube, München 2006.
- Welcome! Pop-Stücke für Bläserensembles. Strube, München 2007.
- 20 Pop-Stücke für Orgel. Strube, München 2008.
- Als ob Gott selbst in uns sänge. Pop-Arrangements für Blechbläser, Band, Chor und Orgel. Strube, München 2009/2014.
- I Like It Like That. 14 Pop-Kompositionen für Blockflöte und Klavier. Strube, München 2011.
- Just Michael. Pop-Arrangements für Blechbläser. BrassOvation!, Hille 2011.
- Classic & Pop Crossover. 17 Pop-Kompositionen für Blockflöte und Klavier. Strube, München 2012.
- Vater unser. In: Singt Jubilate. Strube, München 2012.
- Messe 2012. Vertonung des Messetextes für gemischten Chor, Streichorchester und Band. Strube, München 2013.
- Sein Lob wird euch entflammen. Psalmenmelodien der Reformation populär arrangiert für Bläser, Band, Chor und Orgel ad lib. (Partitur), ISMN 979-0-9000062-0-2 (Suche im DNB-Portal).

## Tonträger
- Tough Stuff: Tough Stuff. 1987
- Tough Stuff: Don’t Look Back. 1989
- Pe Werner: Kribbeln im Bauch. 1991
- One Way Ticket: Total überrascht. 1993
- Tough Stuff: The more you get. 1994
- Michael Schütz: Just Like That. 1995
- Human Pacific. Musical. 1997
- German Brass: Walls Of Jericho. 1998
- Ensemble Entzücklika: Himmel, Herz und Hirn. 1998
- Michael Schütz: In dir ist Freude. 1999
- Roger’n’Stuff: Live. 2000
- Ensemble Entzücklika: Nachtwandler. 2001
- Michael Schütz: All Of You. 2002
- Petrus. Musiktheater. 2003
- Ensemble Entzücklika: Im guten Geist. 2003
- Sona Nova: Classic & Pop Crossover. 2004
- Ensemble Entzücklika: Kostbar in deinen Augen. 2005
- Ensemble Entzücklika: Höherer Wille. 2006
- Michael Schütz Quartett: Live. 2010
- Ensemble Entzücklika: Memory. 2011
- Sona Nova: I Like it like that. 2012